# 东湖站 (广州市)
东湖站是广州地铁6号线、10號線以及未来12號線的换乘站，位于中國廣東省广州市越秀区东湖路東側、東山湖公園的地底。车站於2013年12月28日随6号线首期通车而啟用，2025年6月29日随10号线首通段通车成为换乘车站。

## 車站結構
东湖站分为6号线及10/12号线两个站体。车站周边为為東湖路、海印橋引橋、東山湖公園及邻近建筑。

### 6号线站体
6号线站体共设有四層。地面为车站各出入口，地下一层为B出入口缓冲层；地下二層為站廳；地下三層為設備區；地下四層為6號綫月台。
| 地下一层 | B口缓冲层 | 非付费区前往 █10号线上层站厅                                  |  |  |
|          |           | 预留空间                                                      |  |  |
| 地下二层 | 6号线站廳 | 售票機、客服中心、警务室、安检设施 付费区前往 █10号线上层站厅 |  |  |
| 地下三层 | 设备区    | 楼梯连接站厅与月台、经换乘通道前往 █10号线下层站厅 车站设备   |  |  |
| 地下四层 | 2 站台    | █6号线 潯峰崗方向（下站：团一大广场）                         |  |  |
|          | 岛式站台  |                                                               |  |  |
|          | 1 站台    | █6号线 香雪方向（下站：东山口）                               |  |  |

### 10/12号线站体
10/12号线站体共设有五層，地面为车站各出入口，地下一層為10號綫上层站廳（12号线站厅）；地下二層為在建12號綫月台；地下三層為10號綫下层站廳；地下四層為設備區；地下五層為10號綫月台。
10/12号线站体为10号线工程其中一个特色站，车站以“休闲生活”为主题，站体的上下两层站厅及10号线月台采用白色为主并搭配天蓝色线条的装修，12号线月台则采用12号线标准站的统一的白色搭配青绿色玻璃幕墙装修。站体采用明挖设计，全长199.8m，标准段宽54.2m。
| 地下一层 | 10号线 上层站廳 | 售票機、客服中心、安检设施 前往 █6号线站廳（付费区）、B口缓冲层（非付费区） |  |  |
| 地下二层 |                 | 在建 █12号线                                                                |  |  |
|          | 在建岛式站台    |                                                                             |  |  |
|          |                 | 在建 █12号线                                                                |  |  |
|          | 换乘通道        | 连接 █6号线缓冲层及 █10号线下层站廳                                         |  |  |
| 地下三层 | 10号线 下层站廳 | 售票機、客服中心、安检设施、卫生间、母婴室                                  |  |  |
| 地下四层 | 设备区          | 车站设备                                                                    |  |  |
| 地下五层 | 4 站台          | █10号线 西塱方向（下站：滨江东路）                                          |  |  |
|          | 岛式站台        |                                                                             |  |  |
|          | 3 站台          | █10号线 杨箕东方向（下站：五羊邨）                                          |  |  |

### 站厅
东湖站站厅共分为三个部分，分为6号线站体的位于地下一层的站厅，以及10/12号线站体的地下一层和地下三层站厅。其中10/12号线站厅上层和下层站厅之间采用中空设计，中庭高度达20米，为广州在建和已运营地铁线网中的最高站厅。
两个站体的非付费区则利用6号线车站原B1出入口结构拆卸改建而来，设有往下层的扶梯和楼梯以连接10号线上层站厅，在其旁边为增建的B3出入口。
为方便行人进出及换乘，6号线站厅东侧、10号线上层站厅东侧、10号线下层站厅除西南角外的大部分区域被划分为付费区。6号线站厅付费区设有2台扶手电梯、1组楼梯和1台专用电梯连接6号线月台。10/12号线站体的两层付费区则设有多条扶手电梯连接各层，上层12号线站厅和下层10号线站厅设有楼梯前往相应月台，另设有1台直通各层的专用电梯。因12号线中段尚未开通，现时10/12号线站体的上下站厅通往12号线的楼梯、扶梯均被封闭。
東湖站6号线、10号线上层和下层站厅均設有自动售票機及智能客務中心。
另外，本站的卫生间及母婴室设于10/12号线站体地下三层10号线下层站厅南侧。本站启用初期曾在地下一层B口缓冲层通道靠近B1出入口旁设有卫生间，但为配合10/12号线站体建设而自2023年12月起暂时封闭并建设现在的B1出入口。
- 6号线站厅
- 10/12号线站厅中空部分

### 换乘
东湖站6号线站体和10/12号线站体之间付费区通过6号线站厅至10号线上层站厅，10号线下层站厅至6号线缓冲层共两处通道相连。因两个站体楼层设计影响，两个联络通道通过10/12号线站体的扶梯、楼梯接驳，其中上层另设有专用电梯接驳。
- 6号线站厅通往10/12号线站体的接口，远方设有扶梯、楼梯及升降机接驳
- 位于下层的6号线与10号线的换乘通道

### 站台

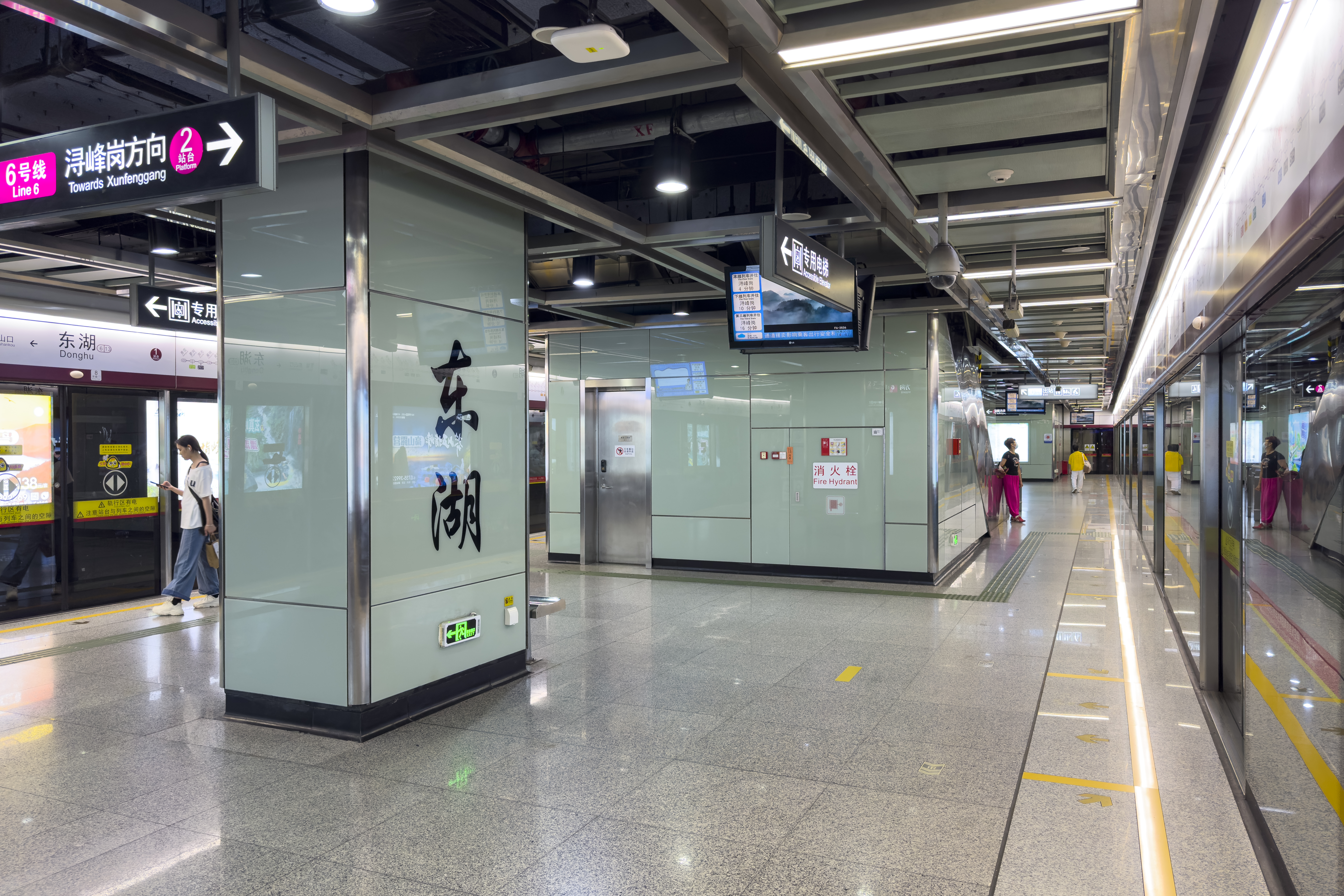
6号线2站台

本站6号线、10号线及在建的12号线各自設有一個島式月台，三线月台均位于東山湖公園的地底。其中6号线採用明暗挖結合法建設，10号线及在建的12号线月台采用上下重疊設置，12號線在上，10號線在下，6号线则位于两者中间。

#### 站线安排
6号线月台西端設有一條存車線。當6號線的中段出現故障時，往潯峰崗方向的列車將會通過此存車線折返，以本站為終點站，現時該存車線在晚上會供列車停放過夜。同时，10号线月台北端亦设有一条单渡线（位于东山湖公园下方），渡线长15.7米。
另外，12号线月台部分已在10/12号线站体开放时完成建设，唯12号线东段运行方案只能满足列车在二沙岛站折返。地铁方面此前曾考虑通过“拉风箱”方式接入东湖站，但会影响东段发车间隔，无法满足高峰期客流需求，因此放弃了该方案，以期提高服务水平。

### 出入口
东湖站目前设有5个出入口供乘客进出。2024年6月1日，为配合新线建设，本站原B1出入口关闭，并在南侧设置新的B1口。10号线通车同步启用10/12号线站体时，本站新增B3和C出入口。
|                                                             |                                                           |      |          | |
|                                                             |                                                           |      |          | |
| 编号                                                        | 设施                                                      | 照片 | 出口指示 | 建议前往的目的地 |
| A                                                           | 盲道标志 · 扶手电梯标志                                   |      | 东湖路   | 公交：海印桥总站、沿江东路站（东行）、东山体育场站（北行）                                                                          |
| B1                                                          | 盲道标志 · 轮椅升降台标志 · 无障碍通道标志 · 扶手电梯标志 |      | 东湖路   | 公交：东湖路站（北行） |
| B2                                                          | 盲道标志 · 扶手电梯标志                                   |      | 东湖路   | 广州市第十六中学东湖校区、中国工商银行广州分行、大沙头路、东湖西路 公交：东湖路站、东湖新村站（南行）、地铁东湖站、东湖路站（南行） |
| B3                                                          | 盲道标志 · 扶手电梯标志                                   |      | 东湖路   | 东山湖公园 公交：东湖路站（北行）                                                                                                   |
| C                                                           | 盲道标志 · 升降机标志 · 无障碍通道标志 · 扶手电梯标志     |      | 东湖路   | 东山湖公园、越秀区文化艺术中心、中共三大会址纪念馆 公交：东湖路站（北行）                                                           |
| 註： 設有 \| 設有 \| 設有 \| 設有輪椅升降台 \| 設有扶手電梯 |                                                           |      |          | |

## 接驳交通
| 公交 \| 编号 \| 编号 \| 线路 \| 线路 \| 线路 \| 收费 \| 备注 \| \| ---- \| ----------------- \| ------------------------ \| --------------------- \| ------------------------ \| --------------------- \| --------------------- \| \| \| 广12 \| （广州）二沙島西 \| ⇆ \| （佛山）万科四季花城 \| 2元 \| \| \| \| 35 \| 大学城（科学中心） \| ⇆ \| 文德路 \| 3元 \| \| \| \| 44 \| 珠江医院 \| ⇆ \| 车陂 \| 3元 \| \| \| \| 57 \| 已于2025年7月27日停办 \| 已于2025年7月27日停办 \| 已于2025年7月27日停办 \| 已于2025年7月27日停办 \| 已于2025年7月27日停办 \| \| \| 89 \| 天河客運站 \| ⇆ \| 大沙头 \| 2元 \| \| \| \| 101 \| 海印桥 \| ⇆ \| 机场路 \| 2元 \| 使用无轨电车运营 \| \| \| 104 \| 海印桥 \| ⇆ \| 中山八路 \| 2元 \| 使用无轨电车运营 \| \| \| 128 \| 珠岛花园 \| ⇆ \| 海印桥 \| 2元 \| \| \| \| 131A珠江两岸游A线 \| 赤岗 \| ↻ \| 赤岗 \| 3元 \| \| \| \| 194 \| 华景新城（翰景路） \| ⇆ \| 宝岗大道 \| 2元 \| \| \| \| 211 \| 南浦島（锦绣半岛） \| ⇆ \| 广州火车站（草暖公园） \| 3元 \| \| \| \| 287 \| 晓港湾 \| ⇆ \| 动物园（先烈中路） \| 2元 \| \| \| \| 542 \| 員村一横路 \| ⇆ \| 瑞寶鄉 \| 2元 \| \| \| \| 548 \| 大观路北（大观湿地公园） \| ⇆ \| 珠江泳场（海印公园） \| 3元 \| \| \| \| 781 \| 二沙島西 \| ↺ \| 龟岗 \| 2元 \| \| \| \| 811 \| 芳村西塱 \| ⇆ \| 兴民路（天汇广场） \| 2元 \| \| \| \| 813 \| 革新路（光大花园） \| ⇆ \| 棠德花苑西 \| 3元 \| \| \| \| 864 \| 怡乐路 \| ⇆ \| 白云山制药厂 \| 2–3元 \| \| \| \| B21 \| 革新路 \| ⇆ \| 棠德花苑 \| 2元 \| \| \| \| 夜12 \| 省荣军医院（荣校） \| ⇆ \| 黄石路 \| 3元 \| 36路附属线路 \| \| \| 夜31 \| 珠岛花园 \| ⇆ \| 海印桥 \| 3元 \| 128路附属线路 \| \| \| 夜93 \| 宝岗大道 \| ⇆ \| 大观路北（大观湿地公园） \| 4元 \| 548路附属线路 \| |                   |                          |                       |                          |                       |                       |
| 编号 | 编号              | 线路                     | 线路                  | 线路                     | 收费                  | 备注                  |
| | 广12              | （广州）二沙島西         | ⇆                     | （佛山）万科四季花城     | 2元                   |                       |
| | 35                | 大学城（科学中心）       | ⇆                     | 文德路                   | 3元                   |                       |
| | 44                | 珠江医院                 | ⇆                     | 车陂                     | 3元                   |                       |
| | 57                | 已于2025年7月27日停办    | 已于2025年7月27日停办 | 已于2025年7月27日停办    | 已于2025年7月27日停办 | 已于2025年7月27日停办 |
| | 89                | 天河客運站               | ⇆                     | 大沙头                   | 2元                   |                       |
| | 101               | 海印桥                   | ⇆                     | 机场路                   | 2元                   | 使用无轨电车运营      |
| | 104               | 海印桥                   | ⇆                     | 中山八路                 | 2元                   | 使用无轨电车运营      |
| | 128               | 珠岛花园                 | ⇆                     | 海印桥                   | 2元                   |                       |
| | 131A珠江两岸游A线 | 赤岗                     | ↻                     | 赤岗                     | 3元                   |                       |
| | 194               | 华景新城（翰景路）       | ⇆                     | 宝岗大道                 | 2元                   |                       |
| | 211               | 南浦島（锦绣半岛）       | ⇆                     | 广州火车站（草暖公园）   | 3元                   |                       |
| | 287               | 晓港湾                   | ⇆                     | 动物园（先烈中路）       | 2元                   |                       |
| | 542               | 員村一横路               | ⇆                     | 瑞寶鄉                   | 2元                   |                       |
| | 548               | 大观路北（大观湿地公园） | ⇆                     | 珠江泳场（海印公园）     | 3元                   |                       |
| | 781               | 二沙島西                 | ↺                     | 龟岗                     | 2元                   |                       |
| | 811               | 芳村西塱                 | ⇆                     | 兴民路（天汇广场）       | 2元                   |                       |
| | 813               | 革新路（光大花园）       | ⇆                     | 棠德花苑西               | 3元                   |                       |
| | 864               | 怡乐路                   | ⇆                     | 白云山制药厂             | 2–3元                 |                       |
| | B21               | 革新路                   | ⇆                     | 棠德花苑                 | 2元                   |                       |
| | 夜12              | 省荣军医院（荣校）       | ⇆                     | 黄石路                   | 3元                   | 36路附属线路          |
| | 夜31              | 珠岛花园                 | ⇆                     | 海印桥                   | 3元                   | 128路附属线路         |
| | 夜93              | 宝岗大道                 | ⇆                     | 大观路北（大观湿地公园） | 4元                   | 548路附属线路         |

## 利用情況
東湖站的啟用，把大沙頭一帶納入了廣州地鐵線網的覆蓋範圍內。大沙頭一帶住宅林立，亦有成熟的電子批發產業。因此本站的客流以附近居民為主，偶有批發運輸的散客。同時本站靠近東山湖公園和海印橋，亦有乘客利用本站前往公園或出站轉乘巴士通過海印橋過江，來往海珠區濱江中路，東曉路和素社一帶。

## 歷史
本站最早出现在2003年的廣州市軌道交通規劃方案中，為6號線其中一個車站。
2008年6月26日，本站主体结构封顶，为6号线首座封顶车站。2013年8月10日，本站隨6號線大部分車站移交運營事業總部進行管理。同年12月28日，本站随6号线首期正式开通而启用。

### 10号线、12号线
10/12号线车站于2019年4月下旬开始施工，2021年11月初实现主体结构封顶，2025年4月21日完成“三权”移交。
2025年6月29日，10号线部分启用，本站成为换乘车站。

### 事件
2008年4月15日傍晚，本站至黄花岗站盾构区间在盾构机例行开仓检查过程时，遭遇不明气体泄露导致爆炸，造成施工人员2死5伤。专家初步判断，事故现场内甲烷、一氧化碳等有害气体严重超标，是造成盾构机开仓过程中引起爆燃原因。
2010年10月，本站建设工地因违反亚运停工令而遭到当局通报批评。

## 未來發展

### 12号线
在建的12號線亦将設有東湖站，并與6號線、10号线換乘，使本站成為廣州地鐵的換乘樞紐站。待12号线中段通车，本站10/12号线站体部分的12号线月台将会启用。
10/12号线完全启用时的車站結構
| 地下一层 | 12号线站廳 | 售票機、客服中心、安检设施 前往 █6号线站廳（付费区）、B口缓冲层（非付费区） |  |  |
| 地下二层 | 6 站台     | █12号线 潯峰崗方向（下站：烈士陵园）                                        |  |  |
|          | 岛式站台   |                                                                             |  |  |
|          | 5 站台     | █12号线 大学城南方向（下站：二沙島）                                        |  |  |
|          | 换乘通道   | 连接 █6号线缓冲层及 █10号线站廳                                             |  |  |
| 地下三层 | 10号线站廳 | 售票機、客服中心、安检设施、卫生间、母婴室 来往 █10号线、█12号线 两线站台   |  |  |
| 地下四层 | 设备区     | 车站设备                                                                    |  |  |
| 地下五层 | 4 站台     | █10号线 西塱方向（下站：滨江东路）                                          |  |  |
|          | 岛式站台   |                                                                             |  |  |
|          | 3 站台     | █10号线 杨箕东方向（下站：五羊邨）                                          |  |  |

### 25号线
规划中的25号线拟在东湖设站，惟该线路为远期规划，尚未知具体设站信息。